# エルザッツ・モナルヒ級戦艦
| モナルヒ代艦級戦艦 | モナルヒ代艦級戦艦 |
| ------------------ | --- |
| 画像をアップロード | |
| 艦級概観           | |
| 艦種               | 超弩級戦艦 |
| 艦名               | |
| 前級               | テゲトフ級 |
| 次級               | - |
| 性能諸元           | |
| 排水量             | 常備：24,500トン 満載：-トン |
| 全長               | 175.0m 172.0m（水線長） |
| 全幅               | 28.49m |
| 吃水               | -m |
| 機関               | ヤーロー式石炭専焼水管缶9基&同重油専焼水管缶6基 +形式不明蒸気タービン4軸推進 |
| 最大 出力          | 31,000hp |
| 最大 速力          | 21.0ノット |
| 航続 距離          | 10ノット/5,000海里 |
| 燃料               | 石炭：1,425トン 重油：1,035トン |
| 乗員               | 1,050名 |
| 兵装               | シュコダ 35cm（44口径）三連装砲2基&同連装砲2基 シュコダ 15cm（50口径）単装砲14基 シュコダ 9cm（45口径）単装砲8基 シュコダ 9cm（45口径）単装高角砲12基 シュコダ 4.7cm（43口径）単装機砲2基 マキシム 8mm単装機銃2丁 45.7cm水中魚雷発射管単装2基 53.3cm水中魚雷発射管単装6基 （艦載艇装備：4cm（18口径）単装機砲1基×2隻） |
| 装甲               | 舷側：220～310mm（水線部） 甲板：72mm（主甲板） 主砲塔：-mm（前盾） 主砲バーベット部：-mm（最厚部） 副砲ケースメイト部：-mm（最厚部） 司令塔：320mm（最厚部） |

エルザッツ・モナルヒ級戦艦（Schlachtschiffe der Ersatz-Monarch-Klasse)は、オーストリア＝ハンガリー帝国海軍が建造を計画していた超弩級戦艦である。モナルヒ代艦級とも訳される。

## 概要
本級は、オーストリア＝ハンガリー帝国海軍が第一次世界大戦前に計画した超弩級戦艦である。当初は1914年5月に戦艦モナルヒ級の代艦として弩級戦艦を引き続き整備する計画であったが、イタリア海軍が弩級戦艦コンテ・ディ・カブール級を着工し、更なる増強（カイオ・デュイリオ級）も予測されたことから、最終的に正35cm砲を搭載する超弩級戦艦としての計画に変更された。3隻の建造が議会で承認され、1隻あたり82～83万クローネでSTT（スタビリメント・テクニコ・トリエスティーノ）社サン・マルコ造船所（トリエステ）に発注されたが、第一次世界大戦の勃発により全艦とも建造はキャンセルされ、起工に至らなかった。

## 艦形
オーストリア＝ハンガリー帝国海軍は、前級のテゲトフ級戦艦で主砲に三連装砲塔を採用し、艦前後に背負式に各2基を配置する形態とした。艦形が比較的コンパクトにまとまり、主砲の各方向への指向門数確保の上で有利な配置であったが、発砲時の爆風の影響が強いことや、作動機構などの不利を抱えていたとされる。本級ではその改善のためこの配置を採らず、大戦前のドイツ戦艦に類似する主砲配置要領への転換を図っていたとされる。排水量30,000t（満載34,000t）、35cm主砲8-10門、速力30ktという計画もあった。

### 兵装
次の兵装の搭載を計画していたとされる。
- 35cm（44口径）砲 三連装2基、連装2基
- 15cm（50口径）砲 単装14基
- 9cm（45口径）砲 単装8基
- 9cm（45口径）高角砲 単装12基
- 4.7cm（43口径）機砲 単装2基
- 53.3cm水中魚雷発射管 単装6基

### 機関
次のような機関部構成とする計画であったとされる。
- ヤーロー式石炭専焼水管缶9基・重油専焼缶水管缶6基
- タービン4基（機関出力31,000馬力）

## 同型艦
- エルザッツ・モナルヒ（SMS Ersatz Monarch）
- フニャディ（SMS Hunyadi、ウィーン代艦）
- グラーフ・ダウン（SMS Graf Daun、ブダペスト代艦）
- ハプスブルク代艦（SMS Ersatz Habsburg ）